# Canale Ciappetta-Camaggio
Il canale Ciappetta-Camaggio (chiamato comunemente anche Canalone) è un insieme di corsi d'acqua che sfociano in vari punti della costa barlettana. Prende inizio dalla città di Andria per poi dirigersi, in gran parte, verso il mare nel territorio di Barletta. Entrambi i canali sfociano nel Mar Adriatico, uno in prossimità della città di Barletta, invece l'altro presso la località Ariscianne.
Sono definiti canali di bonifica che si trovano nell'ex zona paludosa lungo le contrade barlettane Le Paludi, Barberini e lungo la strada Ciappetta-Camaggio.
Il canale ricalca il percorso dell'antico fiume Aveldium.
Da molti anni il canale rappresenta un pericolo per le popolazioni e molti esponenti politici locali invocano interventi che possano risolvere in maniera strutturale il problema dell'inquinamento, della bonifica del canale e del risanamento ambientale.